# Scutisorex somereni
Scutisorex somereni е вид бозайник от семейство Земеровкови (Soricidae).

## Разпространение
Видът е разпространен в Бурунди, Демократична република Конго, Руанда и Уганда.